# Чрезвычайный и полномочный посол Финляндии в Израиле
В статье представлен список Чрезвычайных и Полномочных послов Финляндии в Израиле.